# 機動
機動（きどう、英: maneuver：マニューバ）とは、一般に作戦行動において戦力を適切な時点に、適切な地点に位置（占位）させるための部隊の運動である。

## 概要
機動とは戦闘を構成する最も基本的な要素の一つであり、それは単に部隊の運動（movement）を意味するだけでなく、作戦行動において合理的に選択された運動を指している。より厳密に定義するならば、部隊が単にある地点から別の地点へ移ることは単純に運動と呼ぶことができるが、戦闘状態において敵と相互に有利な位置関係を争っている場面で、戦術的な決断の下で実行される運動は機動である。したがって機動とは、戦場における部隊の戦闘行動の重要な要素であり、アメリカ軍の野戦教範100-5では、敵の包囲、迂回、孤立化を意図した攻撃を意味する行動とも述べている。
さらに効果的な機動を成功させることで、不利な地形へと敵を自ら移動させることが可能であるとも同教範は指摘している。これは指揮官の心理として、部隊にとって脆弱である側面や背後を優先的に守ろうとするためにしばしば生じる事態である。火力によるのではなく、このように機動によって敵の部隊を退かせるような戦闘は機動戦（maneuver warfare）と呼ばれ、紀元前490年のマラトンの戦い、紀元前371年のレウクトラの戦い、216年のカンナエの戦い、1757年のロイテンの戦いなどはそのような機動戦が展開された古典的な戦史と言える。
- 近代戦・現代戦においては行軍以外の戦闘機動を行える部隊として、自動車化歩兵・機械化歩兵、及び、戦車を含む直射火力を主兵装とする戦闘車両を部隊構成の基幹とした部隊を機動部隊と呼称する。
  - 砲兵は、射程が長く戦闘機動を行う必要性がないため、機動部隊に含まない場合が多いが、自走砲（自走迫撃砲・自走榴弾砲等）を含む部隊も機動部隊と呼称する場合もある（戦闘団を参照）。

## 分類

### 行軍
行軍（traveling）とは、戦場以外において部隊が移動（運動）することをいう。行軍は敵部隊との接触の蓋然性、地形による隊形・運動への影響、安全性と効率性の関係、続く戦闘展開への移行などを考慮し、移動速度や隊形を定めて行われる。

### 包囲
包囲（envelopment）とは、敵を捕捉して撃滅することを目的とし、敵を正面に捕捉しつつ主力部隊で敵の背後を攻撃して退路を遮断する攻撃機動の方式。また「反包囲」とは包囲を試みる部隊を逆に包囲する攻撃機動をいう（突破とあわせて攻撃の方式として考えられている）。また包囲された部隊がその包囲に対抗して行う攻撃行動を「解囲攻撃」と呼び通常その攻撃は後続部隊の通路を確保するための突破口形成部隊の突破によって構成される。

### 迂回
迂回（turning movement）とは、敵をより自軍にとって有利な戦場へ誘い込むことを目的とし、敵の後方連絡線を遮断する攻撃機動の方式。包囲はその場での撃滅を目的としているが、迂回はあくまでも敵が移動せざるを得ないようにし向けることにその目的がある。

### 突破
突破（penetration,breakthrough）とは、敵防御の正面に位置する戦闘部隊を破砕し、その突破口を拡大して各個撃破することにより敵防御を破砕する攻撃機動の方式をいう。防御陣地を素早く破砕して間隙をつくることを「突破口の形成」、これ行う部隊を「突破口形成部隊」という。

### 戦略機動
敵に対して戦略的な優位を占めるために実行される機動をいう。最高司令部が立案して実施する全国的な規模の部隊の機動と、地方的統合軍・方面隊が自己の作戦領域の範囲内で行う地域的な規模の部隊の機動の二種類がある。

### 戦術機動
敵に対して戦術的な優位を占めるために実行される機動を言う。これには接敵機動と戦場機動の二種類がある。接敵機動（movement to contact,advance to contact、接敵運動）とは、戦闘態勢を有利に整えるために戦闘に先立って行われる機動であり、場合によって接触を失った敵に対する積極的な攻勢行動をいう。戦場機動（battle field maneuver）とは、戦場において敵に対してより有効かつ効率的に打撃を行える態勢に移るための機動をいう。

## 「機動」の語を含む事物
- 軍事に関すること
  - 機動部隊
  - 空中機動作戦
  - 機動九〇式野砲 / 機動九一式十糎榴弾砲 / 一式機動四十七粍砲
    - 従来の挽馬牽引ではなく、自動貨車や砲兵トラクターによる高速牽引（機動化）を目的とした大日本帝国陸軍の火砲[1]（車輪にサスペンション付きのゴムタイヤを使用）。なお、帝国陸軍の火砲は一部を除き機動力が重視され軽量化されている物が多い。
- 警察の組織に関すること
  - 機動隊
  - 機動捜査隊
  - 交通機動隊
  - 機動警察隊